# Lowlands (Skotland)
 For alternative betydninger, se Lowlands. (Se også artikler, som begynder med Lowlands)
Lowlands er et geografisk område i det centrale Skotland, som ligger mellem grænsen til England i syd og regionen Highland i nord.
Lowlands er ikke et officielt geografisk område i Skotland, hvorfor den geografiske definition af området kan variere lidt.

## Whisky
Lowlands bruges som betegnelse for whisky fra dette område.
Historisk har der til tider været mere end 300 whiskydestillerier i området, men i dag er der blot 4 tilbage. Blandt de tilbageblevne destillerier er Auchentoshan og Glenkinchie. Rosebank 1988 produceres ikke længere, men der er stadig nogle flasker tilbage på markedet.

## Note
1. ↑   Thomas, Lars (2007): Whiskybogen, s. 55 (NFF/Arnold Busck)